# محمد داستان‌خواه
محمد داستان‌خواه (زادهٔ ۲۰ مرداد ۱۳۸۳ – درگذشتهٔ ۲۵ آبان ۱۳۹۸ در شهرک صدرا شیراز) یکی از کشته‌شدگان اعتراضات آبان ۱۳۹۸ ایران بود.

## زندگی
محمد داستان‌خواه، ۲۰ مرداد ۱۳۸۳ در خانواده ای از طایفه شش بلوکی قشقایی متولد شد. او یک خواهر و برادر بزرگ‌تر داشت و فرزند کوچک خانواده بود. وی دانش آموز کلاس نهم مدرسهٔ فردوسی واقع در چهارراه مطهرنیا شهرک صدرای شیراز بود. به گفتهٔ «نرگس افشاری» مادر محمد داستان‌خواه، او در دوره‌های رباتیک شرکت می‌کرد و کاردستی‌های ابداعی زیادی مانند قایق و کشتی می‌ساخت. محمد دوست داشت مکانیک شود.

## کشته شدن
محمد داستان‌خواه، روز شنبه ۲۵ آبان ۱۳۹۸ پس از تعطیلی مدرسه به همراه یکی از هم‌کلاسی‌هایش راهی خانه می‌شود که در میان شلوغی اعتراضات، در خیابان مولانا نزدیک به چهار راه پمپ گاز (مولانا)، درحالی‌که لباس فرم مدرسه بر تن داشت و در کنار خیابان نشسته بود، گلوله به قلبش اصابت کرد و جان‌باخت.
مادر محمد حدود ساعت ۴ بعدازظهر متوجه تعطیلی مدارس می‌شود. در تماس تلفنی با «خدادادی»، معاون مدرسه فردوسی مشخص می‌شود که دانش‌آموزان را از مدرسه مرخص کرده‌اند. خانوادهٔ محمد از ساعت ۴ بعدازظهر تا ساعت ۹ شب به دنبال محمد در خیابان‌ها بودند. نهایتاً در ساعات پایانی شب، در بیمارستان «پیوند اعضا صدرا» پیکر بی‌جانِ او را با لباس فُرم مدرسه و کیف و کتاب‌هایش پیدا می‌کنند. در روز چهارشنبه ۲۹ آبان، پیکر محمد داستان‌خواه به خانواده تحویل داده شد و روز جمعه ۱ آذر ۱۳۹۸ در روستای کوه سبز از توابع مرودشت در کنار آرامگاه پدربزرگش به خاک سپرده شد.

## حواشی
- با تشدید اعتراضات در روز ۲۵ آبان، مسئولان مدرسه فردوسی بدون اطلاع به والدین دانش‌آموزان، مدرسه را تعطیل کردند.[۵]
- کادر مدرسه فردوسی حضور محمد داستان‌خواه در مدرسه را منکر شدند. به گفتهٔ یکی از بستگان محمد: «خود مدیر و ناظم و بابای مدرسه گفتند که محمد آن روز در میان دانش‌آموزان بوده‌است. همه دانش‌آموزان هم تأیید کردند. شب که مدیر مدرسه تماس گرفت تا جویای وضعیت محمد شود، به او گفتیم که محمد را کشته‌اند. یک‌دفعه از مدرسه به اطلاعات و نهادهای امنیتی گفته شد که اصلاً در آن روز محمد در مدرسه حضور نداشته‌است. بابای مدرسه می‌گفت هرکجا بخواهید می‌آیم تا شهادت دهم که محمد آن روز در مدرسه بوده. به نشانه آن‌که حتی ساندویچ و تخم‌شربتی هم خریده بود؛ اما وقتی برای تحویل جنازه رفتیم، هیچ‌کس برای شهادت نیامد. حتی مدیر و ناظم اعلام کردند که محمد سه چهار روز غیبت داشته‌است.» با این حال، چند نفر از دانش‌آموزان و هم‌کلاسی‌های محمد با دستخط خود نوشتند و امضا کردند که در ۲۵ آبان، محمد در مدرسه حضور داشت.[۱۶]
- دوست محمد داستان‌خواه که در هنگام حادثه در کنارش بود گفته‌است: «محمد کلید خانه را هم از جیبش درآورده بود. لحظه‌ای که تیر خورد، فقط سرش را روی زمین گذاشت و زود، تمام کرده بود.»[۲]
- خانوادهٔ داستان‌خواه، پیشنهاد نهادهای امنیتی مبنی بر شهید خواندنِ پسرشان را نپذیرفتند.[۲]
- پس از از حادثه، نه رئیس آموزش و پرورش ناحیه ۲ شیراز، نه رئیس اداره کل آموزش و پرورش فارس و نه وزیر آموزش و پرورش، هیچ واکنشی نشان ندادند. «نه در مراسم تدفین و ختم دانش آموز شرکت کرده‌اند، نه تلفنی به خانواده‌اش تسلیت گفته‌اند و نه حداقل مدیر مدرسه را مورد بازخواست قرار داده‌اند.»[۱۷]
- جمعی از معلمان و فعالان فرهنگی استان فارس، روز پنج‌شنبه ۲۱ آذر ۱۳۹۸ با حضور در آرامگاه محمد داستان‌خواه، با خانوادهٔ این دانش آموز ۱۵ ساله شیرازی ابراز همدلی و همدردی کردند.[۱۸]